# Xanthodes amata
Xanthodes amata är en fjärilsart som beskrevs av Walker 1865. Xanthodes amata ingår i släktet Xanthodes och familjen trågspinnare. Inga underarter finns listade i Catalogue of Life.